# Oberborsbach
Oberborsbach ist ein Wohnplatz in Oberodenthal in der Gemeinde Odenthal im Rheinisch-Bergischen Kreis.

## Lage und Beschreibung
Oberborsbach liegt im Süden der Gemeinde an der Grenze zu Bergisch Gladbach.

## Geschichte
Aus einer erhaltenen Steuerliste von 1586 geht hervor, dass Borsbach Teil der Honschaft Scherf im Kirchspiel Odenthal war. Die Topographia Ducatus Montani des Erich Philipp Ploennies, Blatt Amt Miselohe, belegt, dass der Wohnplatz 1715 als Freyhof kategorisiert wurde und mit Böschbach bezeichnet wurde.
Carl Friedrich von Wiebeking benennt die Hofschaft auf seiner Charte des Herzogthums Berg 1789 als Borsbach. Aus ihr geht hervor, dass Borsbach zu dieser Zeit Teil der Herrschaft Odenthal im bergischen Amt Porz war.
Unter der französischen Verwaltung zwischen 1806 und 1813 wurde das Amt Porz aufgelöst. Fortan gab es ein Borsbach in der 1816 von den Preußen gebildeten Bürgermeisterei Odenthal im Kreis Mülheim am Rhein sowie ein Borsbach in der Bürgermeisterei Gladbach.
Der Ort ist auf der Topographischen Aufnahme der Rheinlande von 1824 als Borsbach und auf der Preußischen Uraufnahme von 1840 als Borsbach verzeichnet. Ab der Preußischen Neuaufnahme von 1892 ist er auf Messtischblättern regelmäßig als Borsbach oder ohne Namen verzeichnet.
Heute heißt Borsbach (Odenthal) Oberborsbach und Borsbach (Bergisch Gladbach) Unterboschbach. Oberborsbach gehört zur katholischen Pfarre Odenthal.
| Jahr | Einwohner | Wohngebäude | Kategorie  |
| ---- | --------- | ----------- | ---------- |
| 1822 | 20        |             | Ackergüter |
| 1830 | 30        |             | Ackergut   |
| 1845 | 21        | 3           | Ackergüter |
| 1871 | 19        | 4           | Hofstelle  |
| 1885 | 33        | 4           | Ortschaft  |
| 1895 | 31        | 4           | Ortschaft  |
| 1905 | 26        | 4           | Ortschaft  |

## Denkmal
Vor dem Hof in Oberborsbach befindet sich ein Wegekreuz von 1790, das in der Liste der Baudenkmäler in Odenthal mit der Nummer 3 eingetragen ist.

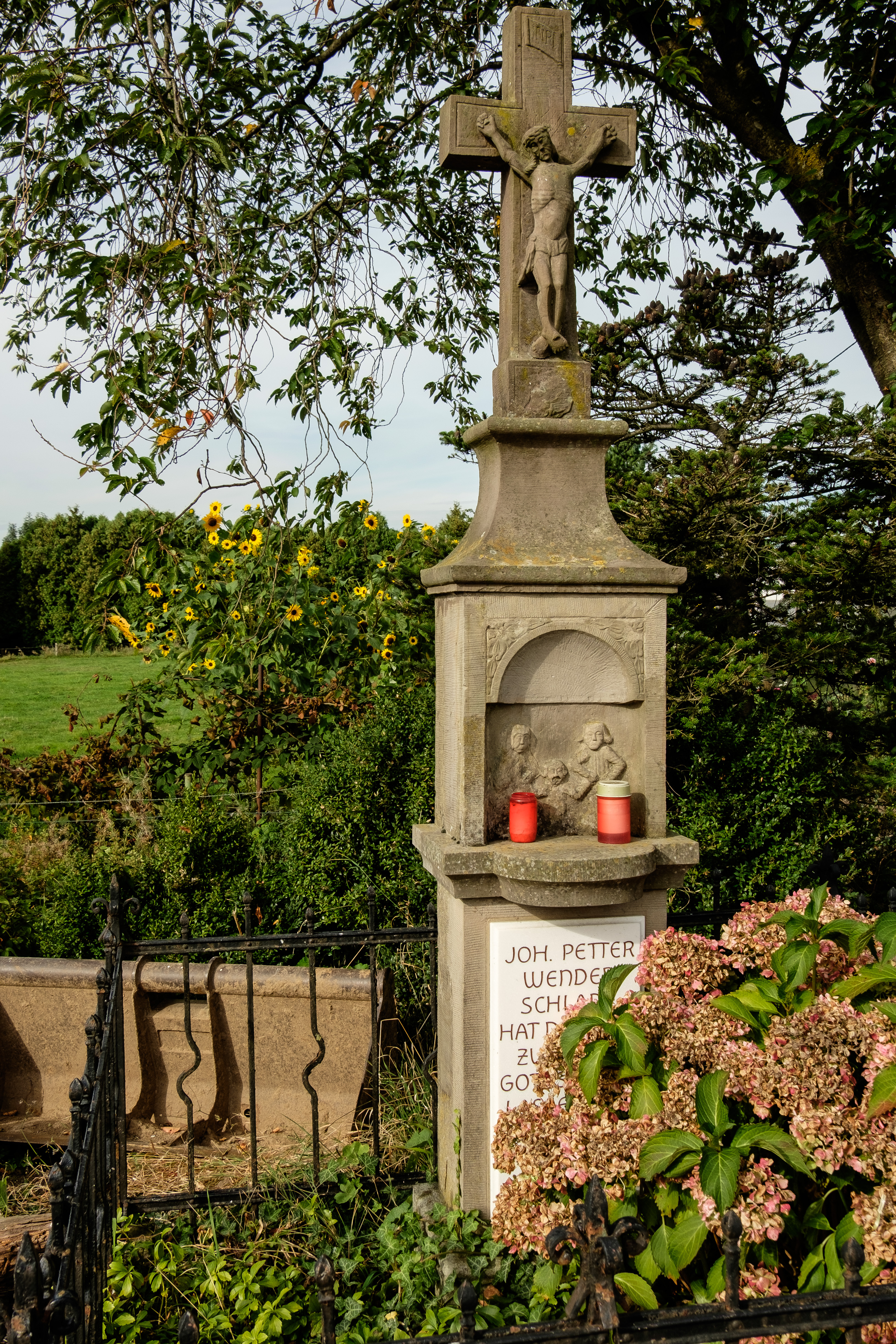
Denkmal in Oberborsbach
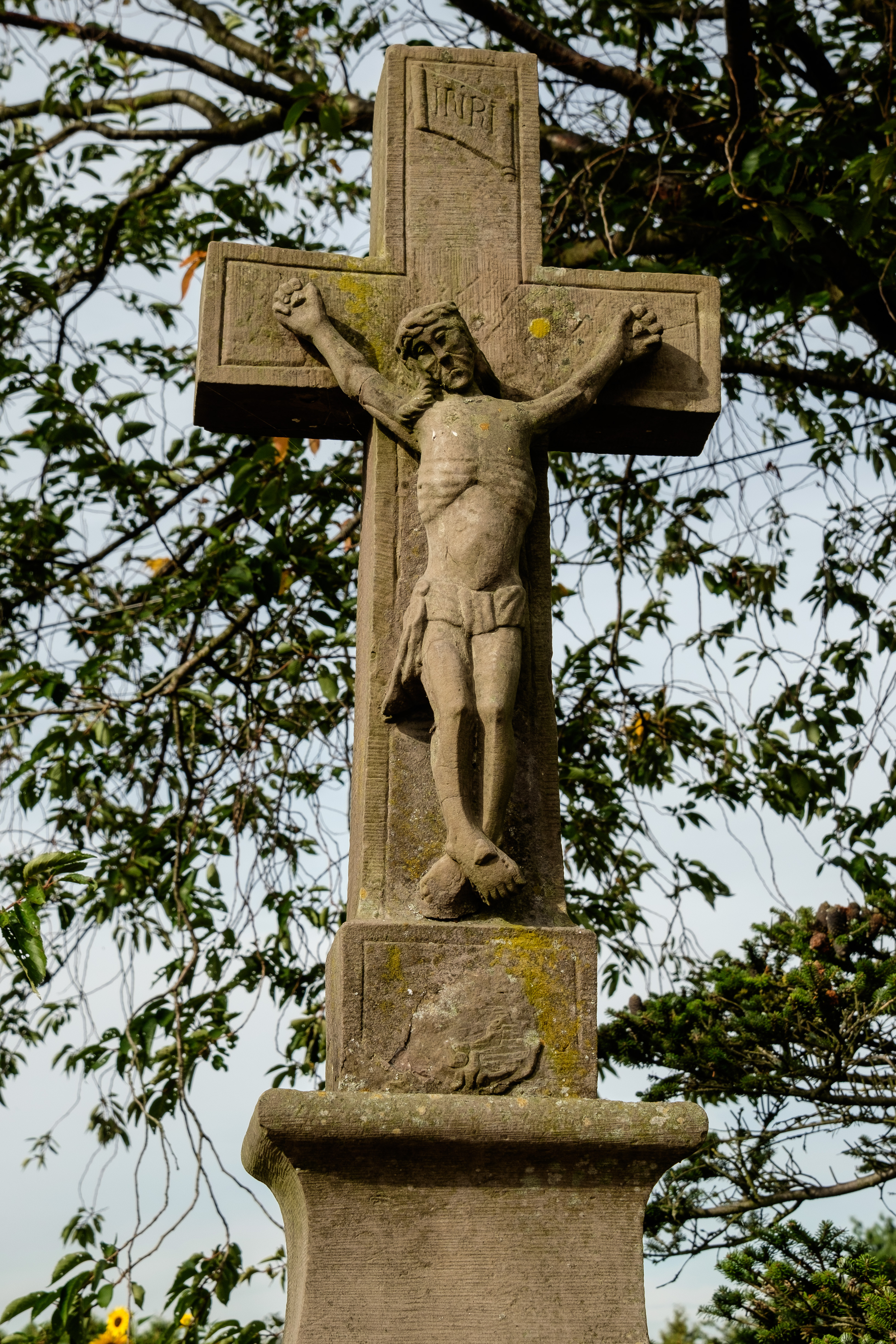
Detail
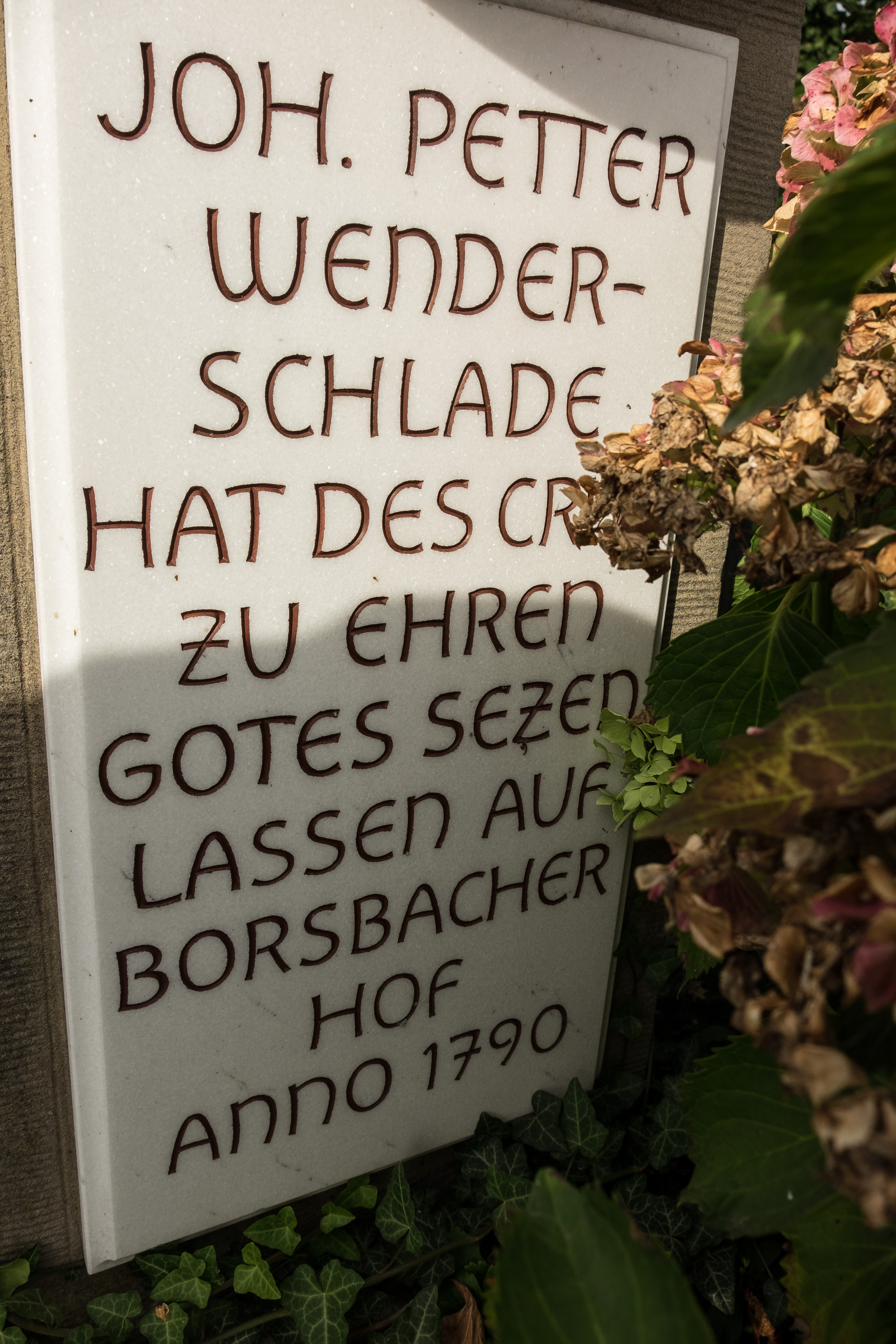
Detail
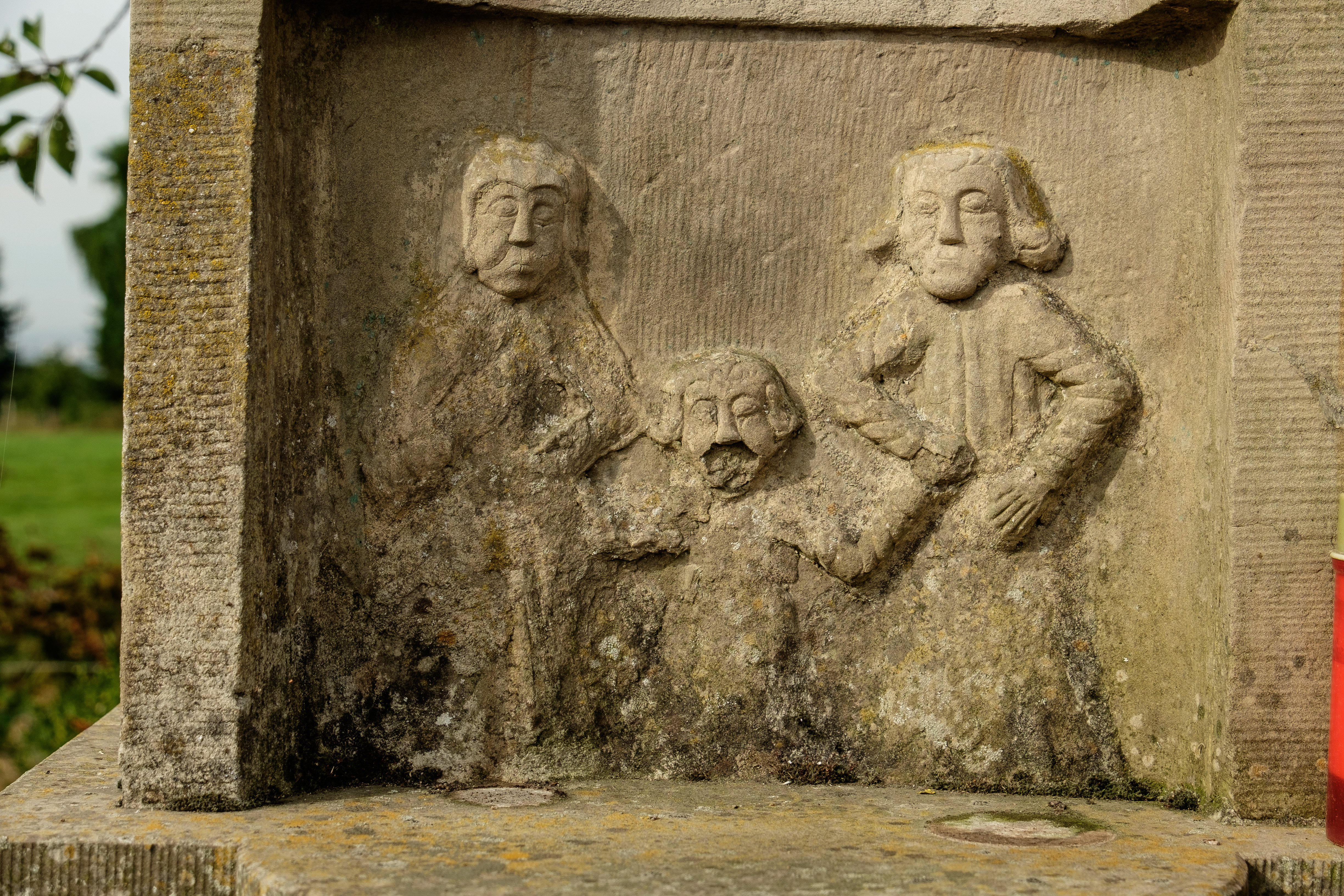
Detail